# Zgodovina strojne opreme računalnika
Strojna oprema računalnika se je razvila iz strojev, ki so potrebovali ločeno ročno izvajanje posameznih aritmetičnih operacij, do strojev za luknjane kartice in potem do računalnikov, ki so program znali shraniti.
Generacije računalnikov:
- računalniki prve generacije so najstarejši računalniki, razviti v štiridesetih in petdesetih letih, izdelani iz elektronk in žičnih povezav
- računalniki druge generacije so računalniki iz zgodnjih šestdesetih let, uporabljali so tranzistorje in tiskana vezja
- računalniki tretje generacije so računalniki iz poznih šestdesetih let, uporabljali so integrirana vezja in so jih pogosto prodajali kot družine računalnikov, na primer IBM 360
- računalniki četrte generacije uporabljajo mikroprocesorje, visoko integracijo (large-scale integration, LSI) in visoko razvite programske jezike in je še vedno v uporabi
- računalniki pete generacije temeljijo na vzporednem procesiranju in zelo visoki integraciji (very-large-scale integration, VLSI).